# Matthew Perry (oficer)
Matthew Calbraith Perry (ur. 10 kwietnia 1794 w Newport, zm. 4 marca 1858 w Nowym Jorku) – komodor Marynarki Wojennej Stanów Zjednoczonych.
Demonstracją siły militarnej wymusił na siogunacie Tokugawów nawiązanie kontaktów zagranicznych oraz doprowadził do podpisania z nią 31 marca 1854 roku Traktatu z Kanagawy i zakończenia 220-letniej izolacji Japonii zwanej po japońsku sakoku.

## I wizyta
W połowie XIX wieku Stany Zjednoczone zaktywizowały swoją penetrację Pacyfiku, w tym jego północnych akwenów, dążąc także do wciągnięcia Japonii w orbitę swoich interesów. Celem była nie tylko wymiana handlowa, ale także potraktowanie archipelagu jako bazy wobec Chin. Po kilku nieudanych próbach nawiązania kontaktów przygotowano starannie nową misję, której dowódcą został M. Perry. Zapoznał się on z ówczesną wiedzą o Japonii, charakterem jej mieszkańców i wyposażony w listy prezydenta Millarda Fillmore’a (1800–1874) w 1853 roku, dysponując czterema okrętami wojennymi: „Saratoga”, „Susquehanna”, „Mississippi”, „Plymouth”, dotarł wpierw do wysp Ryūkyū i Ogasawara, a następnie w lipcu wpłynął do zatoki (kanału) Uraga, stanowiącej zewnętrzną część zatoki Edo (ob. Zatoka Tokijska).
Przyjęcie nie było przyjazne, ale po silnych naciskach Japończycy przyjęli listy od prezydenta USA. Jednakże, stosując różne wybiegi, nie udzielili odpowiedzi. Perry opuścił zatokę zapowiadając, iż powróci za rok po definitywną odpowiedź.  

## II wizyta
Zgodnie z zapowiedzią, Perry powrócił w lutym 1854 roku jako dowódca siedmiu okrętów, do których po paru dniach dołączyły jeszcze dwa. Ta imponująca armada wpłynęła do zatoki Edo, napotykając ogromny opór Japończyków, którzy czynili wszystko, aby nie dopuścić do rozmów. Dzięki jednak twardemu i konsekwentnemu stanowisku strony amerykańskiej 31 marca doszło do podpisania w Kanagawie pierwszego japońskiego traktatu z obcym mocarstwem. Był to traktat o „pokoju i przyjaźni”, na mocy którego otwarto dla Ameryki porty: Shimoda i Hakodate. Strona japońska zobowiązała się do zaopatrywania statków amerykańskich w paliwo, żywność i wodę oraz do udzielania pomocy rozbitkom. Amerykanie pozostawali wolni, ale odpowiedzialni przed prawem.

## Galeria

Pierwsze lądowanie Amerykanów (1853)
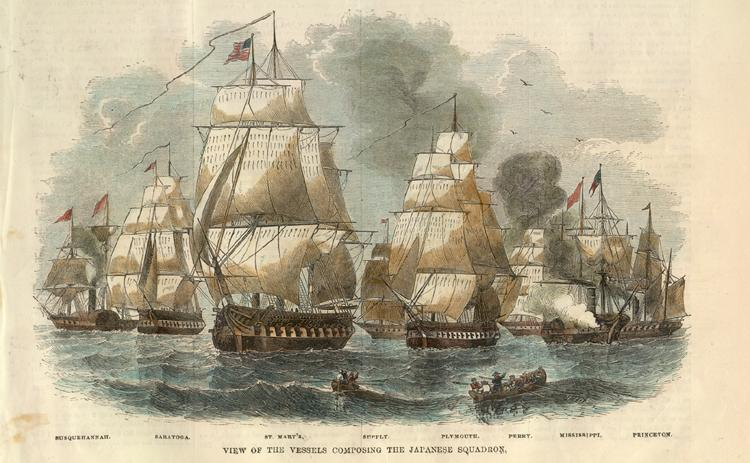
Okręty drugiej wizyty (1854)
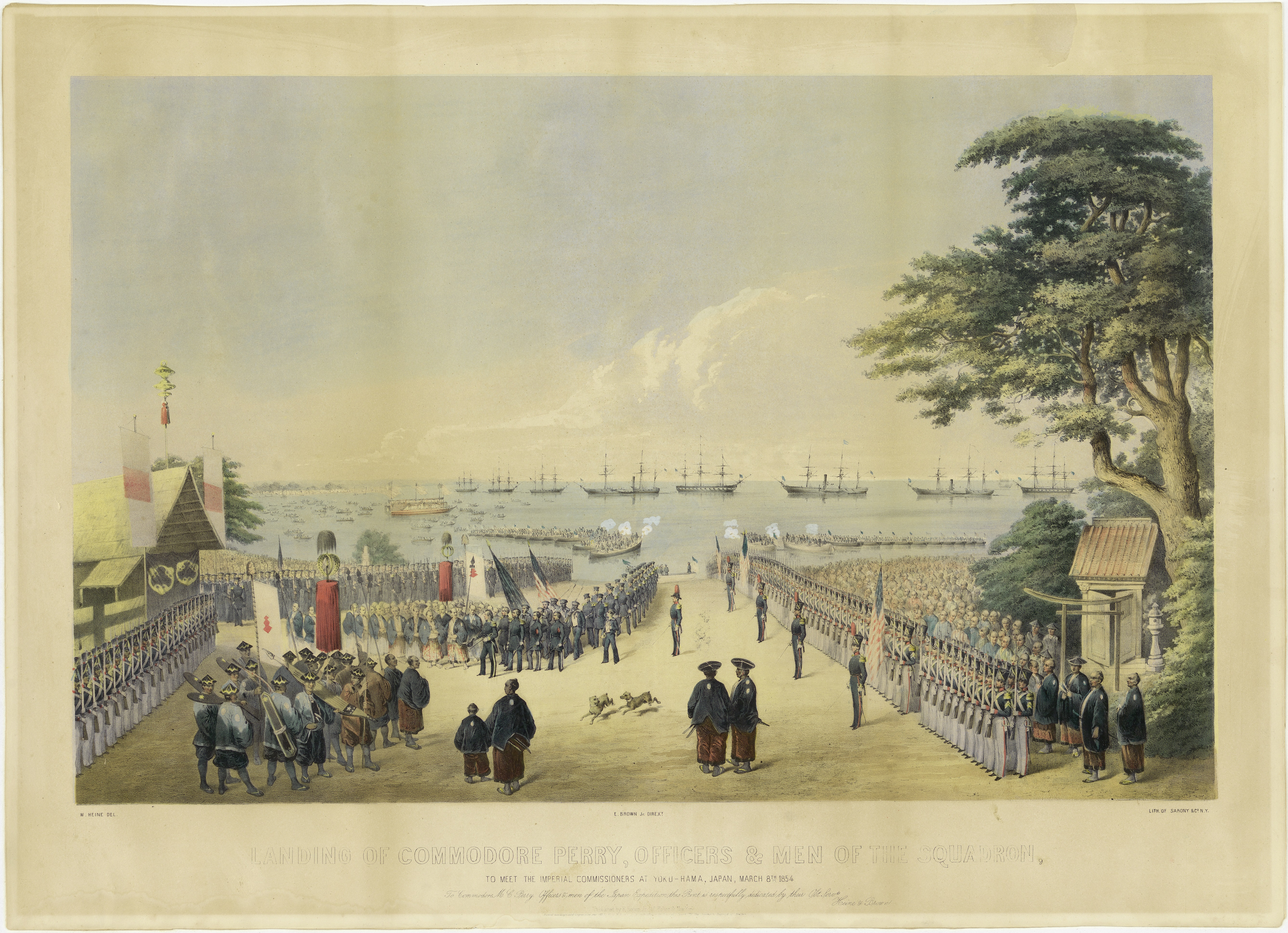
Druga wizyta floty Perry’go (1854)